# Калоцер из Брешии
Калоцер, также Калоджер, Кайо, (умер в 121 году; итал. Calogero, Caio, Calocero) — святой мученик из Брешии. Дни памяти — 18 апреля, 19 мая.
Святой Калоджер предположительно был офицером в римской армии во времена императора Адриана, служившим в Брешии, Ломбардия. Его житие считается связанным с житием свв. Фаустина и Иовиты, также, согласно преданию, служивших воинами в Брешии. Согласно преданию, суд над святыми вершили в Миланских банях, известных как Terme d’Ercole. Ни один из святых не отрёкся от веры, и им было присуждено участвовать в скачках, причём каждый из святых был привязан к своей повозке. На всеобщее удивление, все трое остались живы. При этом св. Калоцер отправился на проповедь в городок Альбенга, где и был умучен.

## Почитание
Местное почитание св. Калоцера ограничено епархией Брешии, Миланом, Асти, Ивреей и Тортоной. Кафедральный собор в Альбенге, построенный в IV и V веках, был посвящён св. Калоцеру. Предполагаемая гробница св. Калоцера сохранилась в городском музее Альбенга, в то время как урна с мощами прахом святого пребывает в городском соборе св. Михаила.
На месте разрушившегося языческого храма был явлен источник, носящий имя св. Калоцера. Рядом был воздвигнут храм в честь Пресвятая Богородицы, а впоследствии — святого Викентия. Около храма сложился женский монастырь. Стоявшая рядом млельня св. Калоцера была непоправимо разрушена в результате бомбардировок во время войны и снесена. В Альбенге сохранились остатки монастырского комплекса св. Калоцера, в настоящее время заброшенные и именуемые археологической зоной.
Имеется и другое предание, согласно которому мощи святого были перенесены в IX веке в Чивате.